# Padang Lancat
Padang Lancat is een bestuurslaag in het regentschap Tapanuli Selatan van de provincie Noord-Sumatra, Indonesië. Padang Lancat telt 1631 inwoners (volkstelling 2010).